# Nagybányai zsinagóga
A nagybányai zsinagóga műemlék épület Romániában, Máramaros megyében. A romániai műemlékek jegyzékében az MM-II-m-B-04486 sorszámon szerepel.